# Narges Mohammadi
Narges Mohammadi (persa: نرگس محمدی; Zanjan, 21 d'abril de 1972) és una activista iraniana pels drets humans i la vicepresidenta del Centre de Defensors dels Drets Humans (DHRC), encapçalat per la premi Nobel de la Pau Shirin Ebadi. El maig de 2016, va ser condemnada a Teheran a 16 anys de presó per establir i dirigir "un moviment de drets humans que fa campanya per l'abolició de la pena de mort". El 2022, va ser nomenada a la llista de les 100 dones de la BBC. El 6 d'octubre de 2023, el Comitè Nobel anuncià que havia decidit atorgar-li el Premi Nobel de la Pau "per la seva lluita contra l'opressió de les dones a l'Iran i la seva lluita per promoure els drets humans i la llibertat per a tothom".

## Biografia
Mohammadi va néixer a Zanjan, Iran. Va assistir a la Universitat Internacional Imam Khomeini, es va llicenciar en física i es va convertir en enginyera professional. Durant la seva carrera universitària, va escriure articles de suport als drets de les dones al diari estudiantil i va ser arrestada en dues reunions del grup d'estudiants polítics Tashakkol Daaneshjuyi Roshangaraan ("Grup d'estudiants il·lustrats"). També va ser activa en un grup d'escalada de muntanya, però a causa de les seves activitats polítiques, més tard se li va prohibir unir-se a escalades.
Va treballar com a periodista per a diversos diaris reformistes i va publicar un llibre d'assajos polítics titulat Les reformes, l'estratègia i la tàctica en persa. El 2003, es va incorporar al Centre de Defensors dels Drets Humans, dirigit per l'advocada i premi Nobel de la Pau Shirin Ebadi; més tard es va convertir en vicepresidenta de l'organització.
El 1999, es va casar amb el periodista reformador Taghi Rahmani, que poc després va ser arrestat per primera vegada. Rahmani es va traslladar a França el 2012 després de complir un total de 14 anys de presó, però Mohammadi va quedar-se a l'Iran per continuar la seva tasca en matèria de drets humans. Mohammadi i Rahmani tenen dos fills bessons, Ali i Kiana.

## Problemes legals
Mohammadi va ser arrestada per primera vegada el 1998 per les seves crítiques al govern iranià i va passar un any a la presó. L'abril de 2010, va ser citada al Tribunal Revolucionari Islàmic per la seva pertinença a la DHRC. Va ser alliberada breument amb una fiança de 50.000 dòlars, però la van tornar a arrestar diversos dies després i la van detenir a la presó d'Evin. La salut de Mohammadi va disminuir mentre estava detinguda i va desenvolupar una malaltia semblant a l'epilèpsia que li va fer perdre periòdicament el control muscular. Al cap d'un mes, va quedar lliure i la van deixar anar a l'hospital.
El juliol de 2011, Mohammadi va ser processada de nou, i declarada culpable d'"actuar contra la seguretat nacional, pertinença a la DHRC i propaganda contra el règim". Al setembre va ser condemnada a 11 anys de presó. Mohammadi va declarar que només s'havia assabentat del veredicte a través dels seus advocats i que havia rebut "una sentència sense precedents de 23 pàgines emesa pel tribunal en què van comparar repetidament les meves activitats de drets humans amb els intents de derrocar el règim". El març de 2012, la sentència va ser confirmada per un tribunal d'apel·lacions, tot i que es va reduir a sis anys. El 26 d'abril va ser detinguda per començar la seva condemna.
La sentència va ser protestada pel Ministeri d'Afers Exteriors britànic, que la va qualificar com "un altre trist exemple dels intents de les autoritats iranianes de silenciar els valents defensors dels drets humans". Amnistia Internacional la va designar presa de consciència i va demanar la seva posada en llibertat immediata. Reporters sense Fronteres va fer una crida en nom de Mohammadi en el novè aniversari de la mort de la fotògrafa Zahra Kazemi a la presó d'Evin, afirmant que Mohammadi era una presonera la vida de la qual estava "en particular perill". El juliol de 2012, un grup internacional de legisladors va demanar la seva posada en llibertat, com el senador dels Estats Units Mark Kirk, l'antic fiscal general canadenc Irwin Cotler, el diputat britànic Denis MacShane, el diputat australià Michael Danby, el diputat italià Fiamma Nirenstein i el diputat lituà Emanuelis Zingeris.
El 31 de juliol de 2012, Mohammadi va sortir de la presó.
El 31 d'octubre de 2014, Mohammadi va pronunciar un emotiu discurs a la tomba de Sattar Beheshti, afirmant: "Com és que els membres del Parlament suggereixen un Pla per a la promoció de la virtut i la prevenció del vici, però ningú no es va pronunciar fa dos anys, quan un ésser humà innocent amb el nom de Sattar Beheshti va morir sota tortura a les mans del seu interrogador?" Malgrat l'acte d'extrema violència contra Beheshti, que el 2012 va ser un escàndol internacional, el seu cas encara genera preguntes i la presó d'Evin encara és testimoni de tortures i detencions injustes de defensors dels drets humans fins avui. El vídeo del discurs de Mohammadi el 31 d'octubre es va fer viral ràpidament a les xarxes socials i va resultar en la seva citació al jutjat de la presó d'Evin. "En la citació que vaig rebre el 5 de novembre de 2014, s'indica que m'he de lliurar 'per càrrecs', però no hi ha més explicació sobre aquests càrrecs", va afirmar.
El 5 de maig de 2015, Mohammadi va ser detinguda novament a partir de nous càrrecs. La branca 15 del Tribunal Revolucionari la va condemnar a deu anys de presó per l'acusació de "fundar un grup il·legal" per a Legam (el pas a pas per aturar la campanya de la pena de mort), cinc anys per "assemblea i connivència contra la seguretat nacional", un any de "propaganda contra el sistema" per les seves entrevistes amb mitjans internacionals i la seva reunió de març de 2014 amb l'aleshores alta representant de la UE per a Afers Exteriors i Política de Seguretat, Catherine Ashton. El gener de 2019, es va informar que Mohammadi havia iniciat una vaga de fam, juntament amb el ciutadà britànic iranià Nazanin Zaghari-Ratcliffe, detingut, a la presó d'Evin de Teheran, per protestar que se li denegava l'accés a l'atenció mèdica. El juliol del 2020, mostrava símptomes d'una infecció per COVID-19, de la qual semblava haver-se recuperat a l'agost.
El 8 d'octubre de 2020, Mohammadi va sortir de la presó.
El 27 de febrer de 2021, va publicar un vídeo a través de les xarxes socials en què explicava que havia estat citada al jutjat dues vegades al desembre, per un cas que se li havia obert mentre encara estava a la presó. Mohammadi va declarar que es negava a comparèixer als jutjats i que desobeiria qualsevol sentència. En el vídeo, descriu els abusos i maltractaments sexuals als quals ella mateixa i altres dones van ser sotmeses a les presons i diu que les autoritats encara no han respost a la denúncia que havia fet en aquest sentit el 24 de desembre. El nou cas obert contra ella es refereix a l'assentada organitzada per dones preses polítiques a la presó d'Evin, en protesta per l'assassinat i les detencions de manifestants per part de les forces de seguretat el novembre de 2019.
El març de 2021, Mohammadi va escriure el pròleg de l'Informe anual dels Iran Human Rights sobre la pena de mort a l'Iran. Va escriure: "L'execució de persones com Navid Afkari i Ruhollah Zam l'any passat han estat les execucions més ambigües a l'Iran. Dictar la pena de mort per a Ahmadreza Djalali és una de les sentències més errònies i s'han d'examinar acuradament els motius de l'emissió d'aquestes condemnes a mort. Aquestes persones han estat condemnades a mort després de ser recluïdes en aïllament i sotmeses a horribles tortures psicològiques i mentals, per això no considero conforme ni just el procés judicial; veig mantinguts els acusats en aïllament, obligant-los a fer confessions falses que s'utilitzen com a prova clau per dictar aquestes sentències. És per això que em preocupen especialment les recents detencions a Sistan i Balutxistan i al Kurdistan, i espero que les organitzacions contra la pena de mort prestin especial atenció als detinguts perquè temo que ens enfrontarem a una altra onada d'execucions durant l'any vinent."
Al maig, la Secció 1188 del Jutjat Penal Dos de Teheran va condemnar Mohammadi a dos anys i mig de presó, 80 cops i dues multes separades per càrrecs que incloïen "difusió de propaganda contra el sistema". Quatre mesos després, va rebre una citació per començar a complir aquesta condemna, però no va respondre perquè considerava injusta la condemna.
El 16 de novembre de 2021, Mohammadi va ser arrestada arbitràriament a Karaj, província d'Alborz, mentre assistia a un memorial per Ebrahim Ketabdar, que va ser assassinat per les forces de seguretat iranianes durant les protestes nacionals el novembre de 2019.

## Premis i reconeixements
- L'any 2023 rebé el Premi Nobel de la Pau.[20]
- 2022 Reconeixement com una de les 100 dones inspiradores i influents de la BBC.[21]
- Premi Andrei Sakharov 2018 de l'American Physical Society
- Premi Drets Humans 2016 de la ciutat alemanya de Weimar
- 2011 Per Anger Prize, el premi internacional dels governs suecs pels drets humans
- 2010 Quan la premi Nobel Shirin Ebadi va guanyar el Premi Felix Ermacora de Drets Humans, el va dedicar a Mohammadi. "Aquesta dona valenta es mereix aquest premi més que jo", va dir Ebadi.[22]
- Premi Alexander Langer 2009, anomenat així per l'activista per la pau Alexander Langer. El premi va comportar un honorari de 10.000 euros.[4]

## Obres
- White Torture: inside Iran's prisons for women. OneWorld Publications, 2022. ISBN 9780861545506